# Parrhasius orgia
Parrhasius orgia är en fjärilsart som beskrevs av William Chapman Hewitson 1867. Parrhasius orgia ingår i släktet Parrhasius och familjen juvelvingar. Inga underarter finns listade i Catalogue of Life.

## Bildgalleri

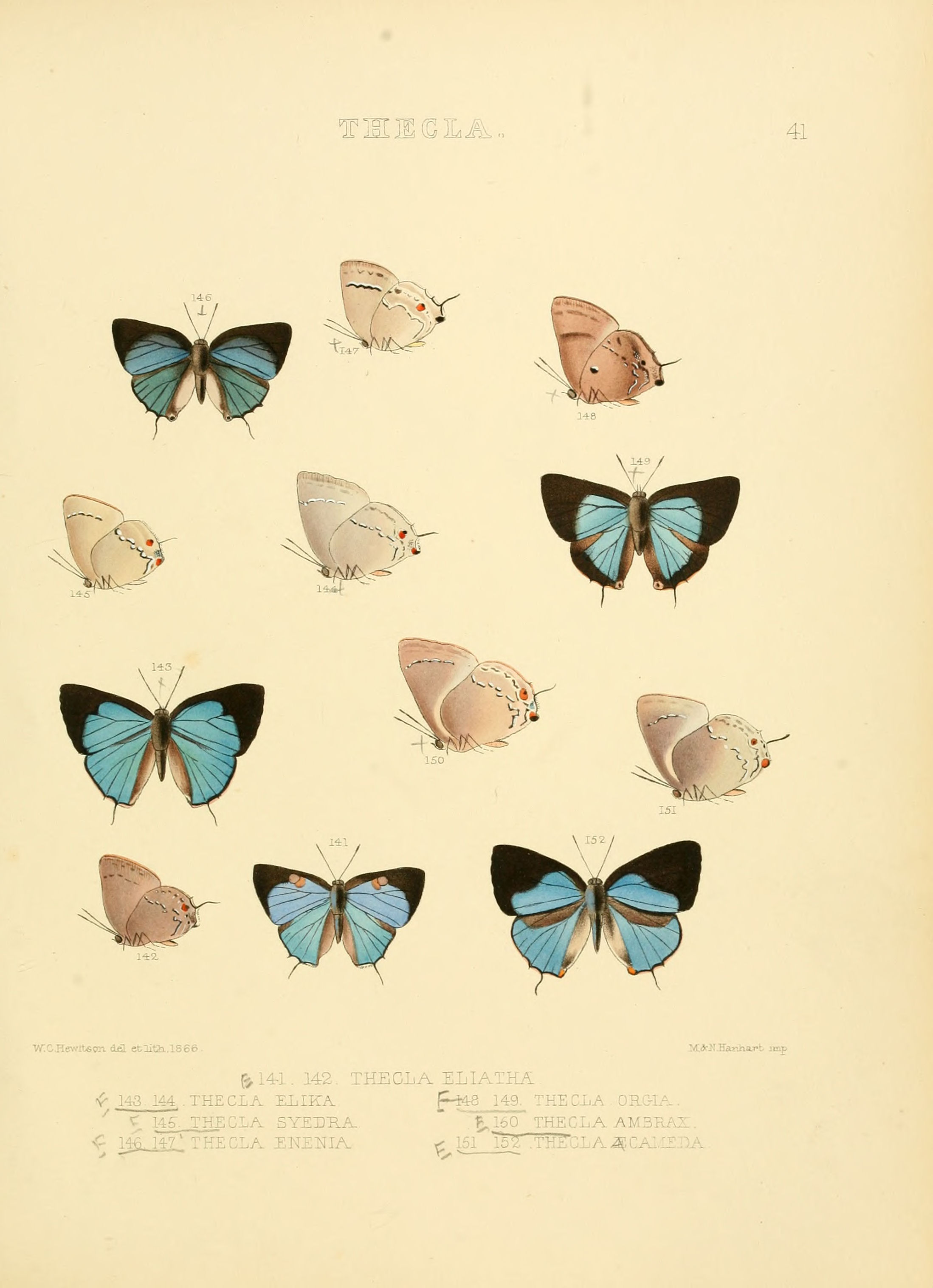
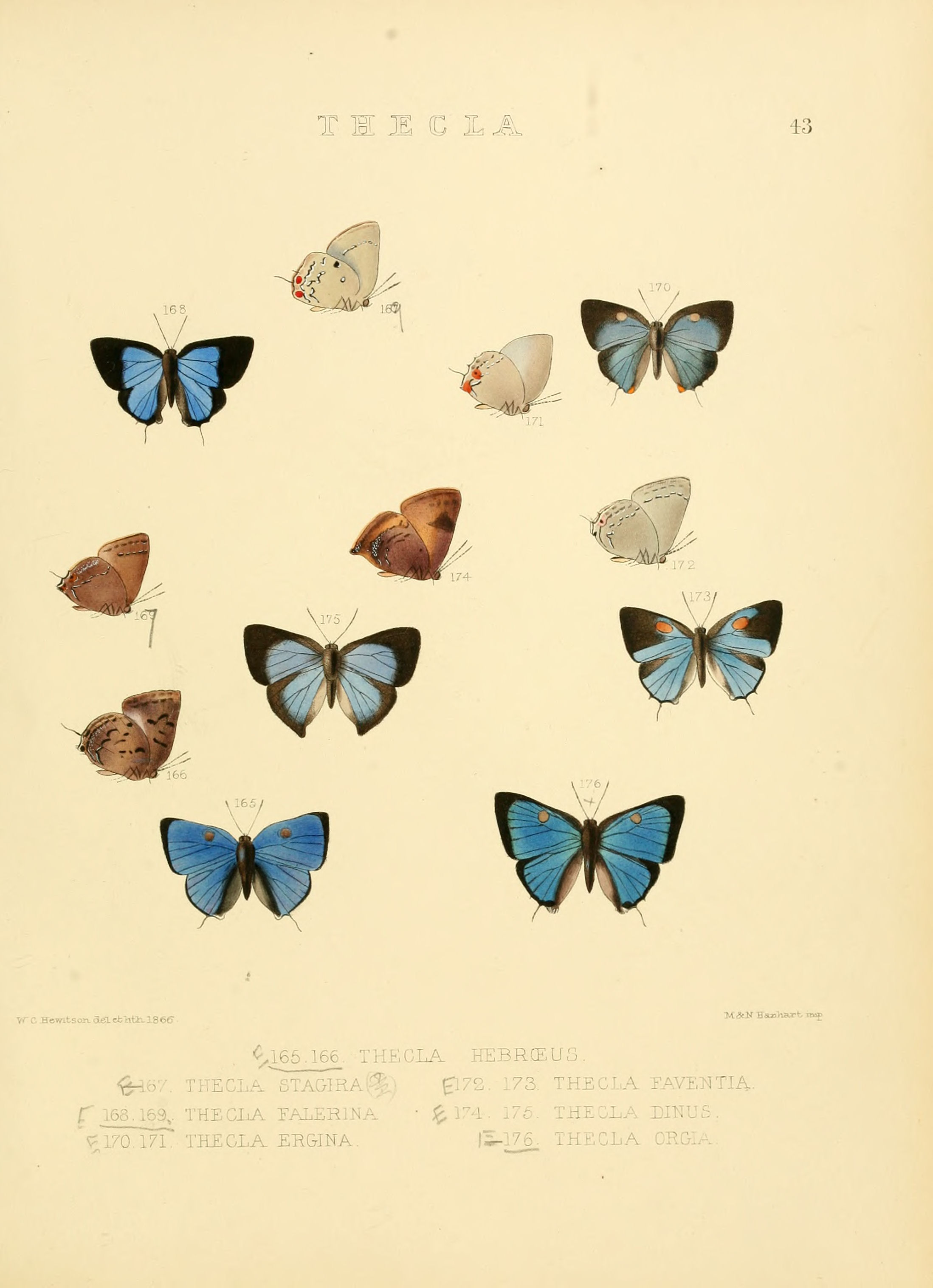